# Калашов, Захарий Князевич
Заха́рий Кня́зевич Калашо́в (род. 20 марта 1953, Тбилиси, Грузинская ССР) — российский криминальный авторитет курдского (езидского) происхождения. Вор в законе. Широко известен в криминальных кругах постсоветского пространства под прозвищем «Шакро Молодой». Был трижды судим. Преступная деятельность Захария Калашова тесно связана с российской организованной преступностью. На него было совершено не менее десяти покушений.
Обвинялся турецкой и испанской прессой в поддержке Рабочей партии Курдистана.

## Биография
Родился 20 марта 1953 года в Тбилиси в курдской семье. Происходит из духовной касты пиров — достаточно высокого в иерархии езидов (выше находятся только шейхи). По происхождению занимает более привилегированное положение, чем прежний «патриарх» преступного мира, вор в законе Дед Хасан, который был мюридом — представителем светской касты.
Считается, что Захария Калашова «короновал» в 1971 году в Тбилиси «вор в законе» Авдо Мирзоев. Между 1971 и 1985 годами отбыл несколько тюремных сроков. Затем уехал из Грузии и с 1989 года стал жить в Москве. В 1992-е Калашов познакомился с «ворами в законе» Асланом Усояном (Дед Хасан) и Вячеславом Иваньковым (Япончик). Со временем стал одним из самых авторитетных воров в законе. 29 марта 1996 года был ранен во время покушения в центре Москвы. После более десятка покушений, за которыми, вероятно, стояла Измайловская ОПГ, в 2003 году перебрался в Испанию.
В Испании Калашов занялся «отмыванием денег», полученных от криминального бизнеса в России и ряде других стран. В июне 2005 года спецслужбы Испании провели против лидеров российского криминала операцию под кодовым названием «Оса», в результате которой были задержаны несколько десятков человек. Захарию Калашову удалось скрыться, он был задержан только в мае 2006 года в Объединённых Арабских Эмиратах, после чего экстрадирован в Испанию. 1 июня 2006 года Захарий Калашов был приговорён испанским судом в Мадриде к семи с половиной годам лишения свободы и штрафу в 20 млн евро. Его признали виновным в «отмывании» незаконно полученных средств и создании преступной группировки. Позже приговор испанского суда был пересмотрен в пользу увеличения срока (с 7,5 до 9 лет).
Арест Калашова повлёк за собой споры в российской криминальной среде относительно контроля над его оставшимся без управления бизнесом. Эти споры вылились в криминальную войну между Асланом Усояном и другим криминальным деятелем — Тариэлом Ониани, в ходе которой погиб в том числе и Вячеслав Иваньков.
В 2010 году Грузия подала в Минюст Испании запрос о выдаче Захария Калашова для уголовного преследования. Там он был заочно приговорён к 18 годам тюремного заключения за похищение криминального «бухгалтера» Алекса Крейна, связанного с московским игорным бизнесом, и организацию незаконного вооруженного формирования (ст. 144 и 223 УК Грузии). Его имущество в Грузии, в том числе 62-комнатный дворец в Цхнети, было конфисковано в пользу государства. В 2011 году, после получения согласия ОАЭ, испанскими властями было принято решение об удовлетворении этого запроса. Поэтому на российский запрос о передаче Калашова в Россию для дальнейшего отбывания наказания испанцы ответили отказом. Однако Калашову было позволено подать апелляцию в Верховный суд Испании против экстрадиции. 27 октября 2014 суд решил, что он будет выдворен в Россию, а не экстрадирован в Грузию для отбывания приговора. Причина этого окончательно не ясна, но одной из версий является помощь российских следственных органов испанской стороне в раскрытии преступного сообщества в Испании.
29 октября 2014 года Калашов вернулся в Россию после освобождения из тюрьмы и после профилактической беседы с представителями министерства внутренних дел был отпущен. Этому событию были посвящены несколько песен. Грузия добивалась его экстрадиции, но получала отказ на том основании, что у Калашова российское гражданство.
После гибели целого ряда «авторитетов» считался самой вероятной кандидатурой на пост неформального лидера организованной преступности постсоветского пространства.

### Уголовные дела
14 декабря 2015 года Калашов вместе с Андреем Кочуйковым (Итальянец) и Эдуардом Романовым участвовали в перестрелке на Рочдельской улице, ставшей следствием вымогательства 8 миллионов рублей у хозяйки кафе Elements. Тогда Кочуйков и Романов были задержаны. В дальнейшем, по данным следствия, Калашов пытался за взятку порядка 1 миллиона долларов переквалифицировать возбуждённые дела против своих приближённых и освободить их из заключения. В ходе следствия применяемая статья менялась: сперва в декабре предъявили обвинение в хулиганстве (статья 213 УК), а уже весной, после передачи дела в СКР по ЦАО, дело планировали переквалифицировать в ещё более мягкую статью «самоуправство» (статья 330 УК), что означало бы автоматическое освобождение обвиняемых 15 июня 2016 года, после полугода заключения. 14 июня Кочуйков и Романов формально были освобождены, но их тут же задержали за вымогательство денег (ч. 3 ст. 163 УК РФ), а само расследование дела было передано в Главное следственное управление МВД.
12 июля 2016 года Захарий Калашов был задержан и доставлен в полицию по делу о вымогательстве. Через неделю, 19 июля 2016 года ФСБ арестовала первого заместителя начальника ГСУ СК по Москве Дениса Никандрова, начальника управления собственной безопасности СК РФ Михаила Максименко (1973—2023) и его заместителя Александра Ламонова по обвинению в получении взятки, позже был арестован руководитель московского главка СКР Дрыманов.
После арестов в Следственном комитете и возвращения дела из управления СКР по ЦАО в ГСУ СКР по Москве им занимается старший следователь по особо важным делам Андрей Супруненко, ранее возбуждавший уголовное дело по убийству двух и более лиц (ч. 2 ст. 105 УК РФ) сразу после событий на Рочдельской. Под его руководством следствие пришло к выводу, что вымогатели действовали в составе организованного преступного сообщества, и возбудило ещё одно уголовное дело по соответствующей ст. 210 УК РФ. При этом к Калашову применена ч. 4 этой статьи, предназначенная для организаторов ОПС. Возбуждение дела по ст. 210 указывает, что в оперативной разработке находятся схожие дела, к которым причастен Калашов. В случае обвинительного приговора, он может быть осуждён на пожизненное заключение.

### Суд и приговор
Состоявшийся в 2018 году суд приговорил Калашова к 9 годам и 10 месяцам колонии строгого режима по делу о вымогательстве. Никулинский районный суд Москвы признал Калашова виновным по пунктам «а, б» части 3 статьи 163 УК РФ (вымогательство, совершенное с применением насилия организованной группой в целях получения имущества в особо крупном размере). Обвинение настаивало на наказании сроком 10 лет колонии и штрафе в 700 тысяч рублей. С февраля 2019 года отбывал наказание в ИК №2 в Краснодарском крае.

#### Освобождение
По данным СМИ и проекта Gulagu.net, находясь в заключении, Калашов содействовал спецслужбам в массовом наборе заключенных на войну с Украиной. Так Калашов обращался к заключенным с призывом идти на войну на Украину и «бить фашисткую мразь», так как «защита родины» не противоречит основам АУЕ. СМИ сообщали что возможность выхода Калашова на свободу по УДО напрямую зависела от успешности набора заключённых на войну.
13 марта 2024 года Усть-Лабинский районный суд, в закрытом режиме, удовлетворил ходатайство Калашова об условно-досрочном освобождении по состоянию здоровья. 29 марта 2024 года Калашов вышел на свободу, по некоторым данным, находясь в колонии, Калашов почти ослеп.